# Torben Madsen
Torben Madsen es un deportista danés que compitió en taekwondo. Ganó una medalla de plata en el Campeonato Europeo de Taekwondo de 1982, en la categoría de +84 kg.

## Palmarés internacional
| Campeonato Europeo | Campeonato Europeo | Campeonato Europeo | Campeonato Europeo |
| Año                | Lugar              | Medalla            | Categoría          |
| ------------------ | ------------------ | ------------------ | ------------------ |
| 1982               | Roma (Italia)      | Medalla de plata   | +84 kg             |